# 계희열
계희열(桂禧悅, 1936년 12월 23일~)은 대한민국의 헌법학자이자 대학교수이다. 본관은 수안이며, 호는 심천(心泉)이다.
1936년에 평안북도 신의주 출생인 그는 1960년에 고려대학교 정경대학 정치외교학과를 수석으로 나왔고 독일로 건너가 프라이부르크 대학교에서 헌법학을 연구했다. 1969년에 콘라트 헤세의 지도하에 논문 〈정당의 내부질서〉(Die innere Ordnung der Politischen Parteien)로 법학박사 학위를 취득하고 귀국하여 한양대학교·연세대학교·고려대학교의 교수로 활동했다.

## 저작
주요 저서로 콘라트 헤세의 논문들을 번역한 《헌법의 기초이론》, 헤세의 저서를 번역한 《서독헌법원론》(독일 통일 이후의 《통일독일헌법원론》), 《헌법학 (상)》, 《헌법학 (중)》 등이 있다.